# Capparis humistrata
Capparis humistrata là một loài thực vật có hoa trong họ Capparaceae. Loài này được (F.Muell.) F.Muell. mô tả khoa học đầu tiên năm 1866.